# Oxytropis babatagi
Oxytropis babatagi là một loài thực vật có hoa trong họ Đậu. Loài này được Abdusal. miêu tả khoa học đầu tiên.